# Мишано (Авелино)
Мишано је насеље у Италији у округу Авелино, региону Кампанија.
Према процени из 2011. у насељу је живело 504 становника. Насеље се налази на надморској висини од 235 м.